# RRAM
RRAM, de afkorting van Resistive Random Access Memory, is een niet-vluchtig geheugen dat al meer dan tien jaar in ontwikkeling is. De werking ervan is erop gebaseerd dat de elektrische weerstand van een iets geleidend diëlektricum kan veranderen. Het is dus een memristor en het is de bedoeling dat het het flashgeheugen gaat vervangen. De weerstand kan twee verschillende waarden aannemen, dus als bit fungeren.
RRAM® is een geregistreerd handelsmerk van Sharp.
- Sharp Develops Basic Technology for RRAM, Next-Generation Nonvolatile Memory, 13 december 2006.